# Hans von Eisenhart-Rothe
Johann Karl Moritz Friedrich Ferdinand „Hans“ von Eisenhart-Rothe (* 10. September 1862 in Lietzow, Kreis Regenwalde; † 31. August 1942 in Berchtesgaden) war ein deutscher Verwaltungsjurist in Preußen.

## Leben
Er entstammte einem märkischen Adelsgeschlecht und war der Sohn des Landschaftsdirektors und Gutsbesitzers Ferdinand von Eisenhart Rothe (1815–1880). Ferdinand und seine zwei Brüder erhielten durch Allerhöchste Kabinettsorder am 18. Februar 1835 in Berlin die preußische Genehmigung zur Annahme des Namens „von Eisenhart Rothe“, geschrieben ohne Bindestrich, nach ihrer Mutter Helene von Rothe (1788–1846). Gutsherr auf Lietzow und königlich preußischer Rittmeister a. D., und der Emilie von Loeper (1824–1917). Der Politiker Georg von Eisenhart-Rothe war sein Bruder, ebenso Paul von Eisenhart-Rothe.
Eisenhart-Rothe studierte Rechtswissenschaften. 1884 wurde er Gerichtsreferendar, 1887 Regierungsreferendar und 1890 Regierungsassessor. 1891 wurde er Landrat im Kreis Schubin, 1895 im Landkreis Bromberg. Ab 1904 gehörte er dem Geheimen Zivilkabinett an. 1905 wurde er zum Geheimen Regierungsrat und Vortragenden Rat ernannt. 1908 wurde er Geheimer Oberregierungsrat.
Von 1909 bis 1910 war er Regierungspräsident des Regierungsbezirks Merseburg. Anschließend war er bis Ende Juni 1914 Unterstaatssekretär im Preußischen Staatsministerium. Danach war er, ab August 1917 als Wirklicher Geheimrat, bis Januar 1919 Oberpräsident der Provinz Posen. Im November 1919 wurde er in den einstweiligen, im Mai 1920 in den endgültigen Ruhestand versetzt.
Eisenhart-Rothe heiratete am 23. Juni 1897 in Ludwigslust Hedwig Vanselow (* 3. Februar 1873 in Posen; † 28. Oktober 1944 in Berchtesgaden), die Tochter des Generals Arthur Vanselow (1827–1900) und der Helene Bielefeld. Das Ehepaar hatte einen Sohn und eine Tochter. Der Bruder Lukas von Eisenhart-Rothe (1859–1924) wurde Landrat, der Bruder Sigismund von Eisenhart-Rothe (1860–1918) Oberst.